# کلمات (فیلم ۲۰۰۵)
کلمات (به هندی: Shabd) فیلمی محصول سال ۲۰۰۵ و به کارگردانی لینا یاداو است. در این فیلم بازیگرانی همچون سانجی دات، آیشواریا رای، زاید خان ایفای نقش کرده‌اند.

یک نویسنده (سانجی دات) با استفاده از قدرت کلمات زندگیش را دگرگون می کند و در آخر راهی دیوانه خانه می شود.